# Domaine de Sakura

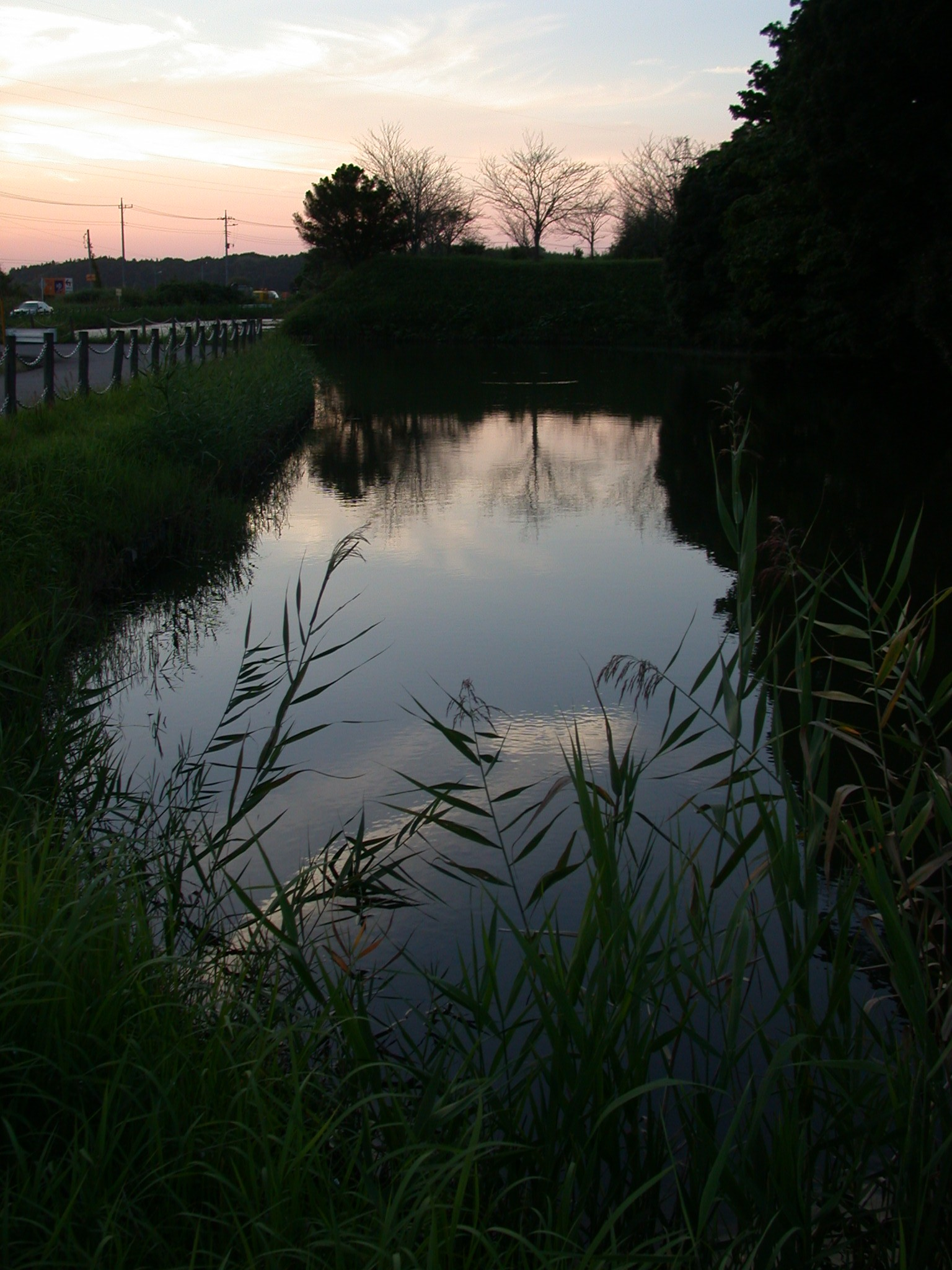
Restes des douves du château de Sakura.

Le domaine de Sakura (佐倉藩, Sakura-han) est un han japonais de l'époque d'Edo situé dans la province de Shimōsa (de nos jours préfecture de Chiba). Le château de Sakura en est le centre dans ce qui est à présent une partie de la ville de Sakura. Il est dirigé pendant presque toute son histoire par le clan Hotta.
Le domaine de Sakura est créé à l'origine pour Tadateru Takeda, un des fils de Tokugawa Ieyasu en 1593, près du site de l'ancien château du clan Chiba, tombé en ruines au début de l'époque Sengoku. À la suite de quoi le château passe aux mains d'innombrables propriétaires au cours des années 1600 avant de tomber sous le contrôle du clan Hotta au milieu du XVIIIe siècle. Durant la période du Bakumatsu, Hotta Masayoshi est un des principaux tenants du rangaku et de la fin de la politique d'isolement nationale. Il est l'un des signataires du traité d'amitié et de commerce avec les États-Unis de 1858. Son fils Hotta Masatomo est un éminent partisan du shogunat Tokugawa au début de la guerre de Boshin. Il est pardonné après la restauration de Meiji et finalement nommé comte (hakushaku) dans la noblesse kazoku.

## Liste dedaimyōs
- Clan Takeda (shimpan daimyo) 1593-1602

| # | Nom                         | Dates     | Titre | Rang  | Revenus     |
| - | --------------------------- | --------- | ----- | ----- | ----------- |
| 1 | Takeda Nobuyoshi (武田信吉) | 1593-1602 | Aucun | Aucun | 40 000 koku |

- Clan Matsudaira (shimpan daimyo) 1602-1603

| # | Nom                            | Dates     | Titre            | Rang                    | Revenus     |
| - | ------------------------------ | --------- | ---------------- | ----------------------- | ----------- |
| 1 | Matsudaira Tadateru (松平忠輝) | 1602-1603 | Sakone-no-shosho | 4e (従四位下) inférieur | 50 000 koku |

- Clan Ogasawara (fudai daimyo) 1603-1608

| # | Nom                               | Date      | Titre         | Rang                    | Revenus     |
| - | --------------------------------- | --------- | ------------- | ----------------------- | ----------- |
| 1 | Ogasawara Yoshitsugu (小笠原吉次) | 1603-1608 | Izumi-no-kami | 5e (従五位下) inférieur | 22 000 koku |

- Clan Doi (fudai daimyo) 1608-1633

| # | Nom                       | Dates     | Titre         | Rang                    | Revenus               |
| - | ------------------------- | --------- | ------------- | ----------------------- | --------------------- |
| 1 | Doi Toshikatsu (土井利勝) | 1608-1633 | 大炊頭 ; jijū | 4e (従四位下) inférieur | 32 000 → 142 000 koku |

- Clan Ishikawa (fudai daimyo) 1633-1634

| # | Nom                          | Dates     | Titre          | Rang                    | Revenus     |
| - | ---------------------------- | --------- | -------------- | ----------------------- | ----------- |
| 1 | Ishikawa Tadafusa (石川忠総) | 1633-1634 | Tonomo-no-kami | 4e (従四位下) inférieur | 70 000 koku |

- Clan Matsudaira (Katahara) (fudai daimyo) 1634-1640

| # | Nom                          | Dates     | Titre          | Rang                    | Revenus     |
| - | ---------------------------- | --------- | -------------- | ----------------------- | ----------- |
| 1 | Matsudaira Ienobu (松平家信) | 1634-1638 | Kii-no-kami    | 4e (従四位下) inférieur | 40 000 koku |
| 2 | Matsudaira Ienobu (松平康信) | 1638-1640 | Wakasa-no-kami | 4e (従四位下) inférieur | 40 000 koku |

- Clan Hotta (fudai daimyo) 1642-1640

| # | Nom                       | Dates     | Titre          | Rang                    | Revenus      |
| - | ------------------------- | --------- | -------------- | ----------------------- | ------------ |
| 1 | Hotta Masamori (堀田正盛) | 1642-1651 | Dewa-no-kami   | 4e (従四位下) inférieur | 110 000 koku |
| 2 | Hotta Masanobu (堀田正信) | 1651-1660 | Kozuke-no-suke | 5e (従五位下) inférieur | 110 000 koku |

- Clan Matsudaira (fudai daimyo) 1661-1678

| # | Nom                            | Dates     | Titre         | Rang          | Revenus     |
| - | ------------------------------ | --------- | ------------- | ------------- | ----------- |
| 1 | Matsudaira Norihisa (松平乗久) | 1661-1678 | Izumi-no-kami | 4e (従五位下) | 60 000 koku |

- Clan Ōkubo (fudai daimyo) 1678-1686

| # | Nom                       | Dates     | Titre        | Rang                    | revenus              |
| - | ------------------------- | --------- | ------------ | ----------------------- | -------------------- |
| 1 | Ōkubo Tadatomo (松平乗久) | 1678-1686 | Kaga-no-kami | 4e (従四位下) inférieur | 83 000 → 93 000 koku |

- Clan Toda (fudai daimyo) 1699-1701

| # | Nom                       | Dates     | Titre             | Rang                    | Revenus              |
| - | ------------------------- | --------- | ----------------- | ----------------------- | -------------------- |
| 1 | Toda Tadamasa (戸田 忠昌) | 1686-1699 | Yamashiro-no-kami | 4e (従四位下) inférieur | 61 000 → 71 000 koku |
| 1 | Toda Tadazane (戸田忠真)  | 1699-1701 | Yamashiro-no-kami | 4e (従四位下) inférieur | 71 000 koku          |

- Clan Inaba (fudai daimyo) 1701-1723

| # | Nom                        | Dates     | Titre         | Rang                    | Revenus      |
| - | -------------------------- | --------- | ------------- | ----------------------- | ------------ |
| 1 | Inaba Masamichi (稲葉正往) | 1701-1707 | Tango-no-kami | 4e (従四位下) inférieur | 102 000 koku |
| 2 | Inaba Masatomo (稲葉正知)  | 1707-1723 | Tango-no-kami | 4e (従四位下) inférieur | 102 000 koku |

- Clan Matsudaira (fudai daimyo) 1723-1746

| # | Nom                            | Dates     | Titre         | Rang                    | revenus     |
| - | ------------------------------ | --------- | ------------- | ----------------------- | ----------- |
| 1 | Matsudaira Norisato (松平乗邑) | 1723-1745 | Izumi-no-kami | 4e (従四位下) inférieur | 60 000 koku |
| 2 | Matsudaira Norisuke (松平乗祐) | 1745-1746 | Izumi-no-kami | 5e (従五位下) inférieur | 60 000 koku |

- Clan Hotta (fudai daimyo) 1746-1871

| # | Nom                        | Dates     | Titre          | Rang                    | revenus     |
| - | -------------------------- | --------- | -------------- | ----------------------- | ----------- |
| 1 | Hotta Masasuke (堀田正亮)  | 1746-1761 | Sagami-no-kami | 4e (従四位下) inférieur | 12 000 koku |
| 2 | Hotta Masanari (堀田正順)  | 1761-1805 | Sagami-no-kami | 4e (従四位下) inférieur | 12 000 koku |
| 3 | Hotta Masatoki (堀田正時)  | 1805-1811 | Sagami-no-kami | 5e (従五位下) inférieur | 12 000 koku |
| 4 | Hotta Masachika (堀田正愛) | 1811-1824 | Sagami-no-kami | 5e (従五位下) inférieur | 12 000 koku |
| 5 | Hotta Masayoshi (堀田正睦) | 1825-1859 | Sagami-no-kami | 4e (従四位下) inférieur | 10 000 koku |
| 6 | Hotta Masatomo (堀田正倫)  | 1859-1871 | Buzen-no-kami  | 5e (従五位下) inférieur | 10 000 koku |

## Source de la traduction
- (en) Cet article est partiellement ou en totalité issu de l’article de Wikipédia en anglais intitulé « Sakura Domain » (voir la liste des auteurs).